# 横浜市立日下小学校
横浜市立日下小学校（よこはましりつ ひしたしょうがっこう）は、神奈川県横浜市港南区笹下三丁目にある公立小学校。

## 沿革
- 1873年（明治6年） - 関村に笹下東樹学舎設立
- 1877年（明治10年） - 笹下小学校と改称
- 1903年（明治36年） - 笹下小学校と上笹下小学校を統合し、久良岐郡日下村笹下に尋常日下小学校を開校
- 1921年（大正10年） - 久良岐郡尋常日下小学校と改称
- 1927年（昭和2年） - 横浜市日下尋常小学校と改称
- 1941年（昭和16年） - 横浜市日下国民学校と改称
- 1947年（昭和22年） - 横浜市立日下小学校と改称
- 1963年（昭和38年）- 校歌制定
- 1971年（昭和46年） - 洋光台第一・第二小学校を分離
- 1980年（昭和55年）- 笹下四丁目に第二運動場ができる
- 1993年（平成5年）　-創立90周年記念式典実施

## 歴代校長
- 1903年（明治36年） - 初代校長　板倉 簡四郎
- - 現校長＝皆川誠(2023年3月6日現在)

## 委員会
運営委員会・放送委員会・集会委員会・図書委員会 など

## クラブ活動

### 運動部
テニスクラブ・バスケ・バドミントンクラブ・野球クラブ・陸上クラブ など

### 文化部
自然科学クラブ・ダンスクラブ・陶芸クラブ・音楽クラブ など

## 学校周辺
- 横浜市立笹下中学校（港南区）
- 神奈川県立磯子工業高等学校（磯子区）
- 横浜市立森中学校（磯子区）

## 関連学校
- 横浜市立洋光台第一小学校 （磯子区）
- 横浜市立洋光台第二小学校 （磯子区）
- 横浜市立笹下中学校（港南区）